# Melanie Thornton
Melanie Janene Thornton (13. května 1967, Charleston, USA – 24. listopad 2001, Bassersdorf, Švýcarsko) byla americko-německá zpěvačka.
Narodila se v USA a svůj hlas trénovala již od šesti let, učila se také hrát na piano a klarinet, mezi její největší oblíbence patřily Aretha Franklin nebo Roberta Flack.
V roce 1992 odešla do Německa, kde nahrála první svá dema. Po nahrání songu "Sweet Dreams" si ji pod svá křídla vzal Frank Farian, bývalý člen skupiny Milli Vanilli, dal ji dohromady s rapperem Lane McCrayem, vznikla skupina La Bouche a její největší hity jako "A moment of love" nebo "Be my lover". Ze skupiny odešla v roce 2000, úspěchů už však tolik nepobrala, spolupracovala však ještě s takovými jmény, jako No Mercy nebo DJ Bobo.
V noci 24. listopadu 2001 byla na cestě letadlem do Zurichu, letadlo však havarovalo u Bassersdorfu a ona havárii nepřežila. Pochována je v Mount Pleasant Memorial Gardens v USA.